# 埃及首都
目前埃及的首都是开罗，但是在历史上，埃及的首都曾经经过多次变迁。

## 埃及首都列表
- 提尼斯（确切位置不明）（公元前2950年以前）是上下埃及的第一个首都
- 孟菲斯：（公元前2950至2180年）第一至第八王朝
- 赫拉克来俄波利斯：（公元前2180至2060年）第九和第十王朝
- 底比斯：（公元前2135至1985年）第十一王朝
- 底比斯：（公元前1985至1785年）第十二王朝
- 底比斯：（公元前1785至1650年）第十三王朝
- 索伊斯（Xois）：（公元前1715至1650年）第十四王朝
- 阿瓦里斯：（公元前1650至1580年）第十五王朝（喜克索斯人建立）

第十六王朝的首都不明（可能位于库施）。
- 底比斯：（公元前1650至1353年）第十七王朝和阿肯那顿之前的第十八王朝
- 阿玛那：（公元前1353至1332年）第十八王朝阿肯那顿统治期间
- 孟菲斯：第十九王朝塞提一世统治期间
- 培爾—拉美西斯：（公元前1279至1078年）从第十九王朝的法老拉美西斯二世统治时期直到第二十王朝
- 塔尼斯：（公元前1078至945年）第二十一王朝
- 布巴斯提斯：（公元前945至715年）第二十二王朝
- 塔尼斯：（公元前818至715年）第二十三王朝
- 塞易斯：（公元前725至715年）第二十四王朝
- 纳帕塔/孟菲斯：（公元前715至664年）第二十五王朝的库施在苏丹境内的纳巴塔，但是通过孟菲斯来统治埃及
- 塞易斯：（公元前664至525年）第二十六王朝

第二十七王朝是由波斯人建立的。
- 塞易斯：（公元前404至399年）第二十八王朝
- 门德斯：（公元前399至380年）第二十九王朝
- 塞本尼托斯（英语：Sebennytos）：（公元前380至333年）第三十王朝

第三十一王朝是希腊人建立的。
- 亞歷山卓（公元前332年至公元641年）

阿拉伯时期之后。
- 福斯塔特：（公元641至750年）
- 阿斯卡尔（Al-Askar）：（公元750至868年）
- 加塔伊（Al-Qatta'i）：（公元868至905年）
- 福斯塔特：（公元905至969年）
- 开罗：（公元969年至今）